# Molen van Bosch en Drakestein
De Molen van Bosch en Drakestein (ook: molen van Lage Vuursche) was een windmolen in Lage Vuursche in de gemeente Baarn. De verdwenen wip- of kokermolen stond aan de Kloosterlaan op de plek van het tegenwoordige (2015) hotel-restaurant De Kastanjehof. Aan de plek herinnert nog de meulenbelt als lichte verhoging op het terrein.
Deze korenmolen werd in 1659 een dwangmolen voor De Vuursche en Soestdijk. De molen werd gebouwd in opdracht van baron Ernst van Rheede, de slotheer van De Vuursche die woonde op kasteel Drakensteyn. Bij de molenhuur die later betaald moest worden aan eigenaar Bosch van Drakestein was de huur van het woonhuis inbegrepen.
De molen had een rietgedekte ondertoren. De onderste zolder van de beide zolders deed dienst als opslagruimte. De bovenste zolder was in gebruik voor het malen. De laatste molenaar was W. van den Born. 
Toen het hoger wordende bos de windvang belemmerde werd de molen opgevijzeld en van een stenen fundering voorzien. Daarbij werd de meulenbelt opgehoogd. In 1880 was de molen zo bouwvallig geworden dat de wieken naar beneden stortten. In 1903 werden het restant van de molen afgebroken.

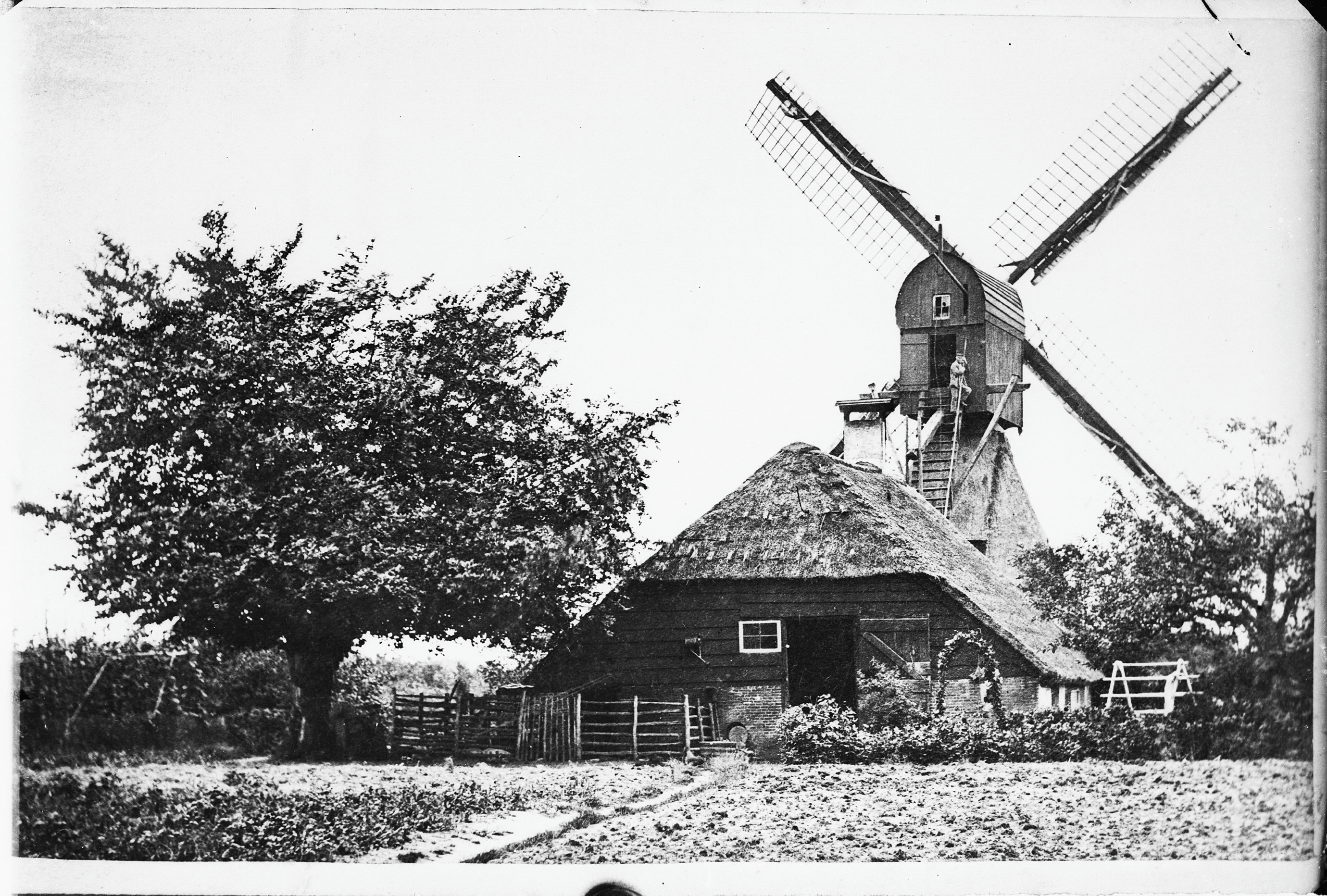
Achterzijde